# 富爾庫萊什蒂鄉
43°52′N 25°09′E / 43.867°N 25.150°E
富爾庫萊什蒂鄉（羅馬尼亞語：Comuna Furculești, Teleorman），是羅馬尼亞的鄉份，位於該國南部，由特列奧爾曼縣負責管轄，處於布加勒斯特西南面100公里，每年平均降雨量955毫米，海拔高度38米，2007年人口3,720。